# Jastrzębie Śląskie
Jastrzębie Śląskie – zlikwidowana stacja kolejowa w miejscowości Jastrzębie, w województwie opolskim, w powiecie namysłowskim, w gminie Namysłów, w Polsce.